# Massouma al-Mubarak
Massouma al-Mubarak (1947) és una política kuwaitiana. El 20 de juny de 2005 es va convertir en la primera dona en ser ministra al país. Va estudiar als Estats Units i és professora de ciències polítiques.

## Biografia
En 1971 es va traslladar als Estats Units per estudiar a la universitat. En 1976 va acabar un màster a la Universitat del Nord de Texas. Posteriorment es va doctorar a la Universitat de Denver. Des de 1982 ha ensenyat ciències polítiques a la Universitat de Kuwait.
Ha estat activa en la lluita per la igualtat de drets entre homes i dones i escriu una columna diària per al diari Al Anba. En 2002 va recollir signatures per demanar que a Kuwait deixés d'existir la segregació per gènere als centres educatius. El juny de 2005 va ser nomenada ministra de planificació i ministra d'estat de desenvolupament administratiu per al gabinet liderat pel primer ministre Sabah Al-Ahmad Al-Jaber Al-Sabah. El 25 d'agost de 2007 va dimitir com a ministra de sanitat després d'un incendi en un hospital a Jahra en el qual van morir dos pacients.
En les eleccions generals de Kuwait de 2009 va aconseguir, amb altres tres dones, un escó en l'Assemblea Nacional de Kuwait, i van ser les primeres dones a formar part de la cambra.